# Pressy-sous-Dondin
Pressy-sous-Dondin är en kommun i departementet Saône-et-Loire i regionen Bourgogne-Franche-Comté i östra Frankrike. Kommunen ligger i kantonen Saint-Bonnet-de-Joux som tillhör arrondissementet Charolles. År 2022 hade Pressy-sous-Dondin 103 invånare.

## Befolkningsutveckling
Antalet invånare i kommunen Pressy-sous-Dondin
| Referens: INSEE |